# Rəhman Hacıyev
Rəhman Xudayət oğlu Hacıyev (Tovuz, 25 luglio 1993) è un calciatore azero, centrocampista del Səbail.

## Palmarès

### Club

#### Competizioni nazionali
- Campionato azero: 1

Baku: 2008-2009
- Coppa d'Azerbaigian: 2

Baku: 2009-2010, 2011-2012